# Mouhoun
Mouhoun is een van de 45 provincies van Burkina Faso. De hoofdstad is Dédougou.

## Geografie
Mouhoun heeft een oppervlakte van 6.668 km² en ligt in de regio Boucle du Mouhoun. De provincie is genoemd naar de rivier Mouhoun of Zwarte Volta.
De provincie is onderverdeeld in zeven departementen: Bondokuy, Dédougou, Douroula, Kona, Ouarkoye, Safané en Tchériba.

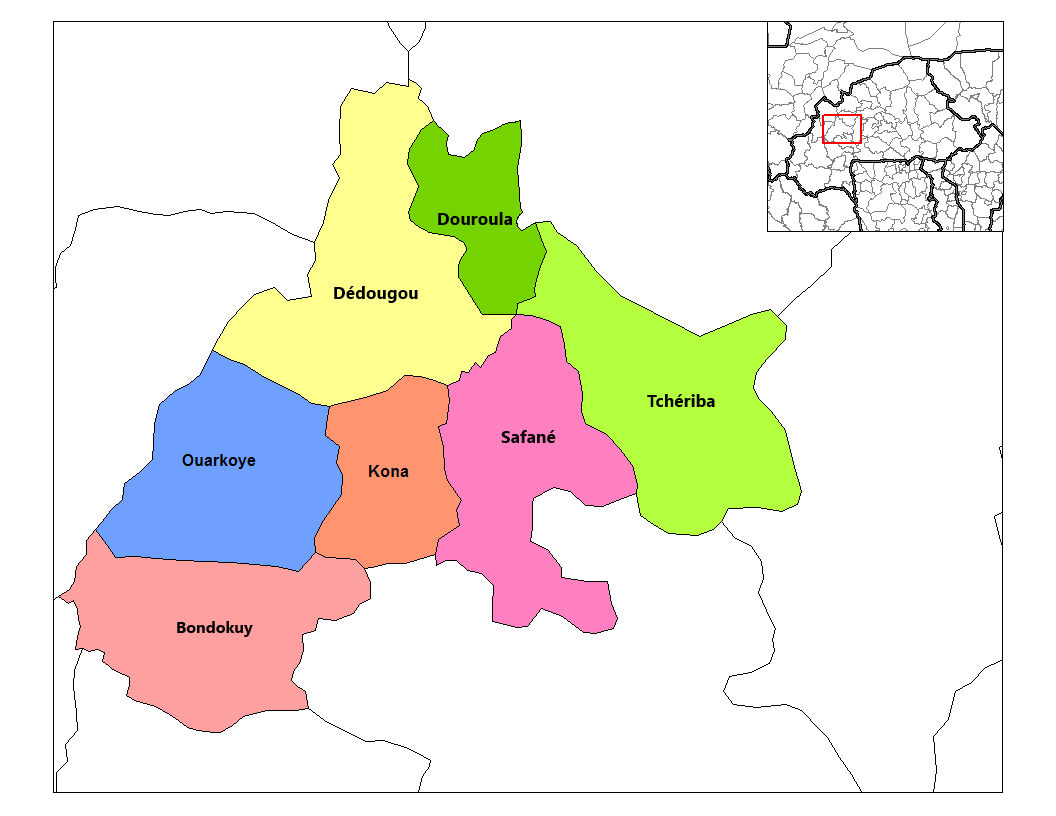
Departementen van Mouhoun

## Bevolking
In 1996 leefden er 235.391 mensen in de provincie. In 2019 waren dat naar schatting 391.000 mensen.
Balé · Bam · Banwa · Bazéga · Bougouriba · Boulgou · Boulkiemdé · Comoé · Ganzourgou · Gnagna · Gourma · Houet · Ioba · Kadiogo · Kénédougou · Komondjari · Kompienga · Kossi · Koulpélogo · Kouritenga · Kourwéogo · Léraba · Loroum · Mouhoun · Nahouri · Namentenga · Nayala · Noumbiel · Oubritenga · Oudalan · Passoré · Poni · Sanguié · Sanmatenga · Séno · Sissili · Soum · Sourou · Tapoa · Tuy · Yagha · Yatenga · Ziro · Zondoma · Zoundwéogo